# Palacio Municipal de Panamá
El Palacio Municipal de Panamá Demetrio H. Brid, simplemente conocido como Palacio Municipal de Panamá, es un edificio neoclásico que es la sede del Concejo Municipal de Panamá. Está ubicado frente a la Plaza de la Independencia, diagonal a la Catedral Metropolitana de Panamá y a un costado del Museo del Canal Interoceánico. El edificio fue diseñado por el arquitecto italiano Genaro Ruggieri y construido por el ingeniero Florencio Harmodio Arosemena entre 1907 y 1910, en el solar donde se encontraba el Cabildo de la Ciudad de Panamá. 
Es nombrado en honor a Demetrio H. Brid, prócer de la Separación de Panamá de Colombia, que además fue presidente del Concejo Municipal de Panamá y presidente de facto de Panamá. Su constructor, el arquitecto italiano Genaro Ruggieri, arquitecto de múltiples edificaciones panameñas construidas en inicios del siglo XX. Fue construido para ser la sede de la Alcaldía de Panamá, sin embargo, en la actualidad es la sede del Concejo Municipal de Panamá. Actualmente alberga desde 1977 el Museo de Historia de Panamá en la planta baja del inmueble.

## Historia

### Cabildo

#### Primera Ciudad de Panamá

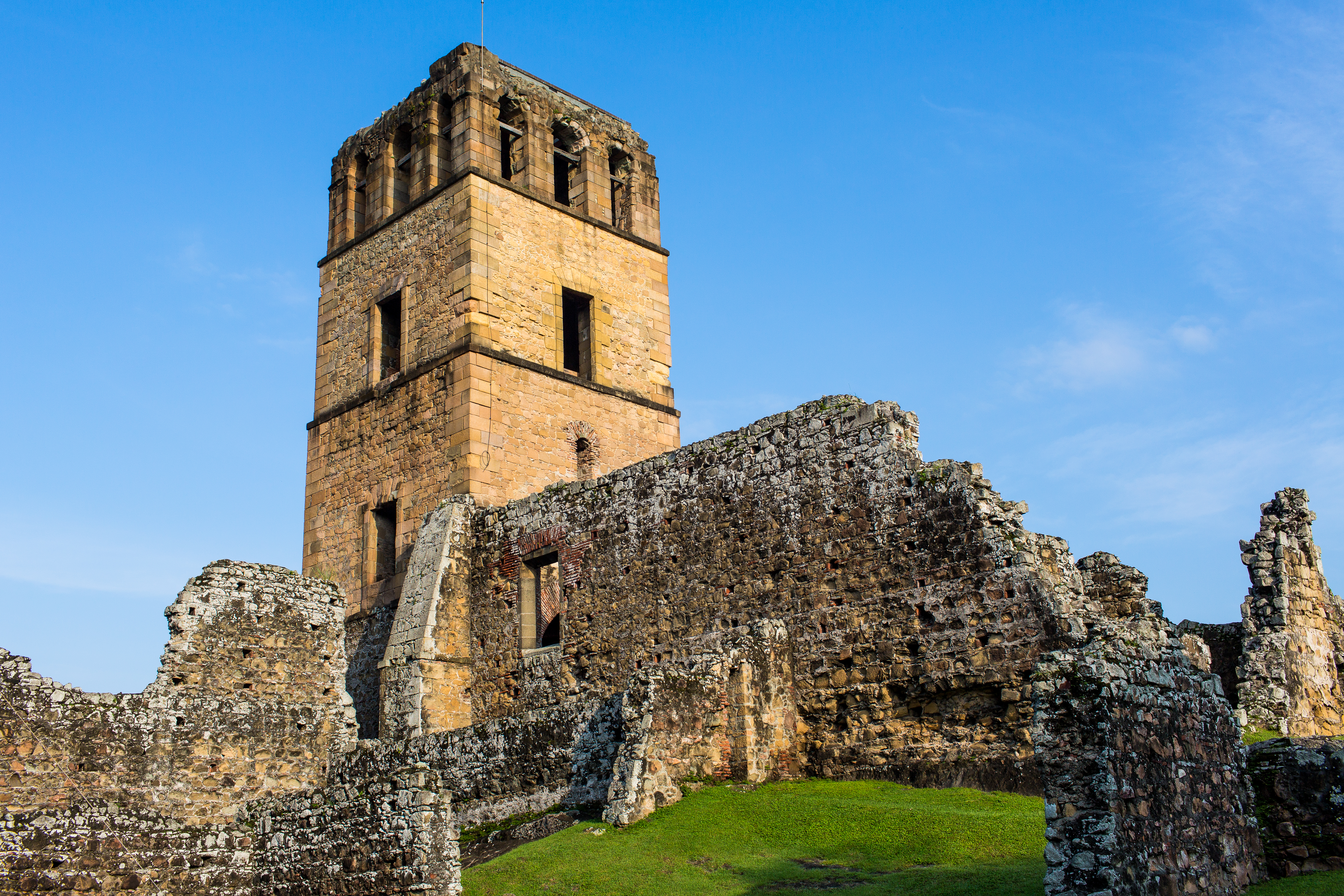
Vista del Edificio donde se encontraba el Cabildo de la Ciudad de Panamá cuando se encontraba en lo que es el Sitio arqueológico de Panamá Viejo actualmente.

Durante la época colonial, los cabildos debían encontrarse al frente de la Plaza Mayor como la institución encargada del gobierno local. La Alcaldía de Panamá, conocida en ese entonces como Ayuntamiento, se instituyó en 1521, cuando el rey Carlos I de España otorgó a Panamá el título de ciudad. Durante la época colonial, las ciudades debían construir un edificio para albergar el cabildo de la ciudad. En la primera Ciudad de Panamá, el Cabildo se encontraba a un costado de la Catedral de Nuestra Señora de la Asunción de Panamá. El terremoto de 1621 destruyó el edificio, que se reconstruyó en 1640.

#### Segunda Ciudad de Panamá

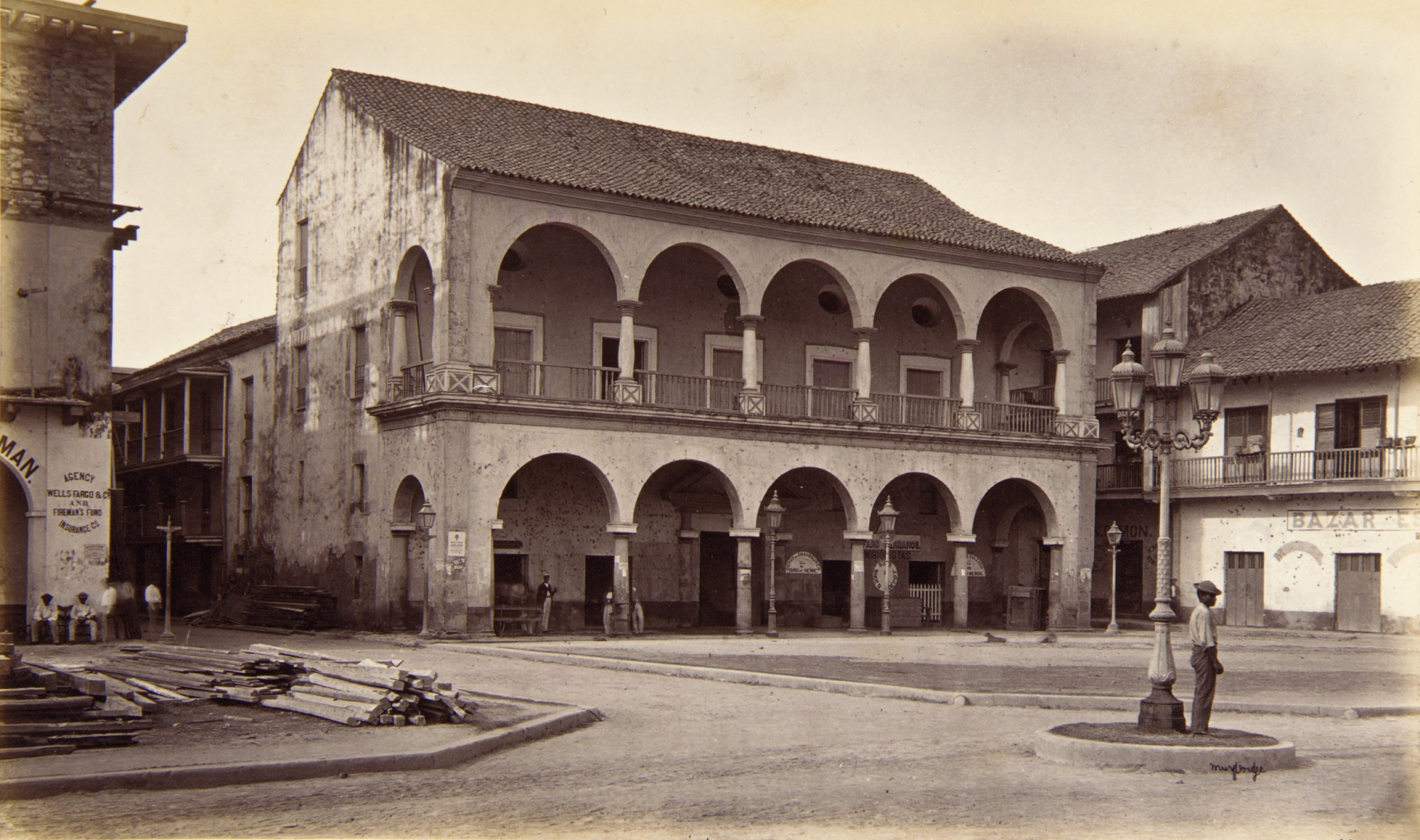
Cabildo de la Ciudad de Panamá fotografiado por Eadweard Muybridge en 1876. El edificio conservó este diseño hasta el terremoto de 1882.

Después del incendio de la Ciudad de Panamá, el Cabildo se trasladó al Sitio del Ancón en 1673, al frente de la Plaza Mayor, en el solar donde se encuentra actualmente el Palacio Municipal Demetrio H. Brid. La construcción de la nueva Casa del Cabildo inició después del traslado de la ciudad, aunque las obras se prolongaron hasta la segunda mitad del siglo XVIII.
El cabildo colonial tenía un cuerpo frontal con dos niveles, dos pisos y dos arcadas, una a ras de la calle y la otra en el segundo piso. En la parte de abajo, se reunían para esperar informaciones y decisiones oficiales, además de los edictos que publicaban. En la parte superior, los concejales salían a los balcones para presenciar actos conmemorativos. Existe un plano de la planta baja en 1812, el cual muestra un cuerpo principal hacia la plaza y un cuerpo lateral hacia la actual calle 6ª, donde se encontraba la Real Cárcel. En este edificio se decretó en cabildo abierto la Independencia de España el 28 de noviembre de 1821.

El terremoto de 1882 derrumbó la Casa del Cabildo. Se reconstruyó sobre sus bases originales, pero no quedó bien plantada, por lo que se demolió por decreto de la Ley 93 de 1909. Posteriormente se agregó un piso y se rehízo el portal con tres niveles de arcos de estilo neorrenacentista. Luego de la independencia de España, el istmo de Panamá se unió a Colombia y el cabildo cambió su nombre a Concejo Municipal. El primer electo en para ser presidente del Concejo fue Demetrio H. Brid, cargo que ostentó desde 1890 hasta 1904.

### Palacio Municipal

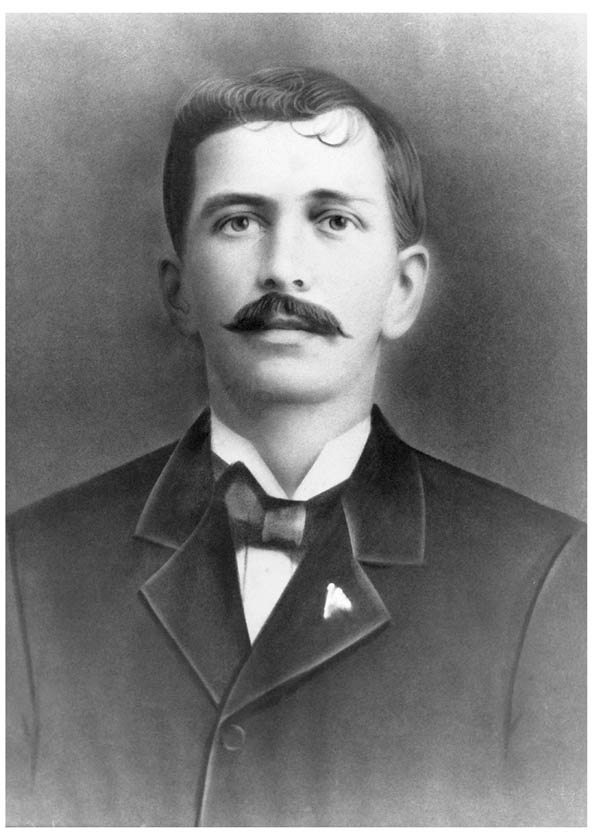
Demetrio H. Brid, llamado en honor a este prócer de la Separación de Panamá de Colombia.

A pesar de lo recién de este edificio, el Concejo Municipal de Panamá tiene el mérito de ser la institución de gobierno más antigua de Tierra Firme del continente americano, fundado inicialmente en 1510 por Diego de Nicuesa en Santa María la Antigua del Darién y trasladado en 1519 a la Ciudad de Panamá.
El contrato para la construcción del nuevo edificio lo había obtenido en licitación pública José Gabriel Duque, por una suma de 140 mil balboas. El arquitecto italiano Genaro Ruggieri, dirigió el decorado interior y la ornamentación exterior, siendo el constructor de la obra el ingeniero panameño Florencio Harmodio Arosemena. El edificio actual fue concebido en 1907 por Genaro Ruggieri, que también construyó el Teatro Nacional de Panamá y el Palacio Nacional de Gobierno. 
El anteproyecto fue hecho en octubre de 1907 y consistía en un edificio de tres plantas: la planta baja incluía vestíbulo, despachos del Ingeniero y del Tesorero, Archivo, oficina para empleados, espacio para el público, escalera semicircular, salón de lectura, oficina del bibliotecario y espacio para distribución de libros. En el primer alto, estaba el Salón de Sesiones del Consejo, espacio para el público en ambos lados del salón, dos salas de entrada, despacho del Veterinario, despacho del Personero, la escalera semicircular, oficina para el Presidente del Consejo, del Secretario y un espacio para Archivos. El segundo alto estaba dividido en oficinas para tres jueces con sus respectivos espacios para los Secretarios, Archivos y público.
La construcción del Palacio Municipal de Panamá concluyó el 1 de junio de 1910. El Palacio Municipal se inauguró en un acto solemne el mismo día. Contó con la participación de los más altos funcionarios de la época, incluyendo al presidente del Concejo Municipal de Panamá, Juan B. Sosa. En el Concejo Municipal sucedieron distintos sucesos de mayor importancia de la historia panameña. Entre estos se encuentra la proclamación de la Separación de Panamá el 3 de noviembre de 1903, y la designación del primer presidente constitucional, Manuel Amador Guerrero. En él también se escogió la bandera nacional, se adoptó el Himno Nacional de Panamá y se discutió la Constitución de Panamá, oficializando la identidad de Panamá como una nación libre e independiente.
El inmueble fue restaurado hacia 1975, fecha en la que se habilitaron en este algunas dependencias de la Academia Panameña de la Historia y la Dirección Nacional de Patrimonio Histórico. Posteriormente, fue inaugurado el Museo de Historia de Panamá el 14 de diciembre de 1977 en el segundo piso del inmueble.

### Restauración
El 12 de abril de 2016, la Alcaldía de Panamá hizo entrega de la orden de proceder para los trabajos de restauración del Palacio Municipal de Panamá. Entre estos trabajos radican, en la primera etapa el diseño y restauración de la azotea, su impermeabilización y la parte exterior del edificio, por lo que se le removió la suciedad y se pintó con los colores originales. El 20 de noviembre de 2017 concluyeron los trabajos de la primera etapa de restauración con un sencillo acto protocolar por el alcalde José Isabel Blandón y los concejales del Concejo Municipal. En la segunda etapa se restauraban las áreas interiores del edificio como oficinas, baños y salones. Los trabajos, que tuvieron un costo de 1,3 millones de balboas, fueron ejecutados por la empresa constructora Consorcio por el Palacio. El edificio restaurado fue entregado el 31 de octubre de 2017 con una iluminación nocturna realizada por la Alcaldía de Panamá.

## Arquitectura
El arquitecto Ruggieri decidió construir un edificio con aspecto diferente al anterior, con elementos renacentistas y neoclásicos. El arquitecto Ruggieri suprimió el portal, por lo cual se ganó mucho espacio interior, y se erigió una torre central. La fachada del edificio está decorada con elementos de inspiración renacentista y manierista, y el eje central lo flanquean dos columnas jónicas de gran tamaño rematadas por esculturas de la mitología griega. La gran ventana central corresponde al salón del Concejo Municipal, que ocupa todo el frente en el primer alto.

## Museo de Historia de Panamá

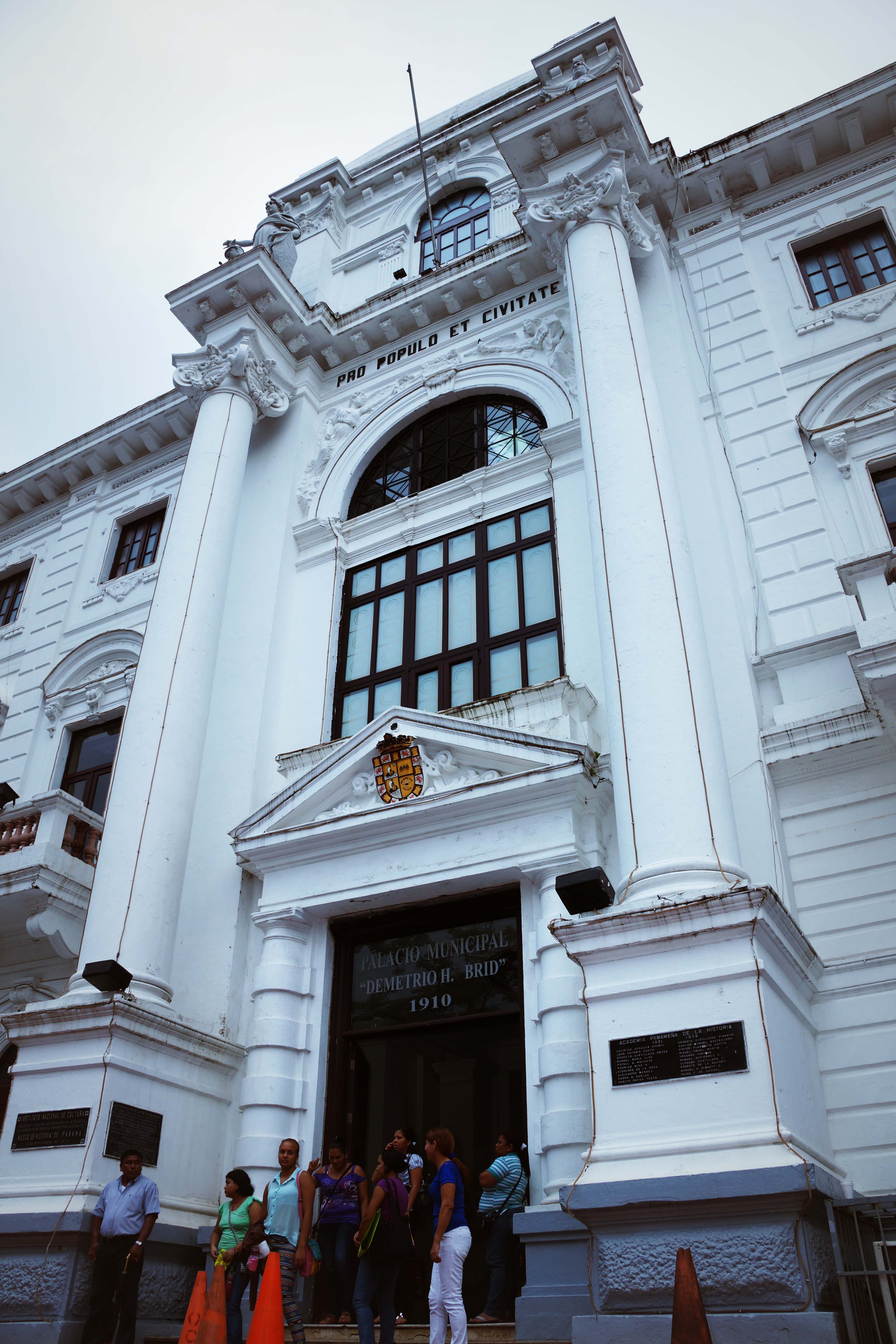
Entrada al Palacio Municipal, donde el Museo de Historia se encuentra próximo.

El Museo de Historia de Panamá es un museo histórico ubicado en planta baja del Palacio Municipal de Panamá, en el Casco Antiguo de la Ciudad de Panamá. Este fue inaugurado el 14 de diciembre de 1977 por la Dra. Reina Torres de Araúz. Actualmente, es administrado por el Ministerio de Cultura de Panamá. Este museo se enmarca en el contexto de la historia panameña, abarcando la Época Colonial (1501 a 1821), la de Unión a Colombia (1821 a 1903) y la Republicana (1903 a la actualidad).
Entre sus colecciones se encuentran mapas, planos, objetos religiosos, el Acta de Independencia de Panamá de España, fotografías y grabados de la construcción del Ferrocarril Transístmico, y copias de la Constitución Política de 1972, entre otros documentos de valor histórico. Sus obras más destacadas son las réplicas de la primera bandera panameña, confeccionada por María Ossa de Amador, esposa de uno de los próceres de la Separación de Panamá de Colombia; el diseño original del Escudo de Armas; y la primera partitura del Himno Nacional de Panamá.